# Lößwände westlich von Dirmstein
Die Lößwände westlich von Dirmstein – so die amtliche Schreibung, häufiger ist Lösswände – am Rand der rheinland-pfälzischen Ortsgemeinde Dirmstein sind mit der Listennummer ND-7332-246 als Naturdenkmal eingestuft.

## Geographische Lage
Das aus mehreren steilen Lösswänden bestehende Naturdenkmal erstreckt sich auf einer mittleren Höhe von 127 m ü. NHN. 30 m südlich führt die Landesstraße 453, an dieser Stelle vor Ort Schießhohl genannt, als 400 m langer und kräftig ansteigender Hohlweg nach Westnordwest aus der Gemarkung von Dirmstein hinaus in Richtung der Nachbargemeinde Obersülzen.
Etwa 250 m nördlich verläuft die Wörschberger Hohl. Sie wird wie die L 453 von Steilwänden flankiert, die aus Löss bestehen und bis 6 m hoch sind.

## Geologie
An verschiedenen Stellen in der Region entstanden in trockenkalten Phasen der Würmeiszeit durch Windeinflüsse Lössschichten, so auch im Bereich von Dirmstein; dabei sammelte sich das Material vor allem an Verwerfungen sowie im Lee von Kleinmulden an. Während die Wörschberger Hohl sich in die hügelige Landschaft eingrub, weil der abschüssige Weg jahrhundertelang von schwer beladenen landwirtschaftlichen Fuhrwerken benutzt wurde, wurden die Lösswände an der L 453 durch witterungsbedingte Abtragung freigelegt.

## Biologie
Die lockeren, überwiegend nach Südsüdwest ausgerichteten Lösswände stellen ein Biotop für zahlreiche Arten von wärmeliebenden Insekten dar, so z. B. für solitäre Wildbienen und Grabwespen. Auch höhlenbrütende Vogelarten, beispielsweise Mauersegler, werden beobachtet. Das Vorkommen von Bienenfressern ist seit 2014 bestätigt, der örtliche Umweltverein Alte Sandkaut informiert regelmäßig über die Zahl der Brutpaare.